# ギリシャ人
ギリシャ人（ギリシャじん、ギリシア語：Ἕλληνες [ˈelines]現代ギリシア語, Hellēnes[héllɛːnes]古代ギリシア語）は、バルカン半島周辺およびキプロスに出自を持ち、ギリシャ語を母語とする民族である。国民としてのギリシャ人（ギリシャ共和国の国籍を有するもの）にはアルーマニア人、アルバニア人、トルコ系、国外からの移住者も含まれる。

## 古代
古代ギリシャ時代におけるギリシャ人はギリシャ語を話し、特に自由民であるものをいう。ギリシャ本土だけでなく、小アジアやヨーロッパの各地にギリシャから移住した者の手によって建設された植民市の住民も含む。彼ら自身はヘレネス（ヘレーンの一族）と称し、他者をバルバロイ（意味のわからない言葉を話す者）と呼んで区別した。マケドニア人もギリシャ語を話し、ヘラクレスの血筋であるとされたので一部の反マケドニア勢力を除けばヘレネスとして広く認知されていた。
後に、マケドニア王国のアレクサンドロス大王の帝国建設などを経て、広く中央アジアから地中海世界の各地にまで広がったギリシャ語を常用するものをも指すように転じた。ギリシャ人を意味する英語の Greek 、フランス語の Grec などの西欧の諸言語における呼称や日本語の「ギリシャ（人）」は、イタリア半島の南部に移住した人々を古代ローマ人がその土地の名であるグラエキア (Graecia) からグラエキ (Graeci) と呼んだことに由来する。

## 中近世
中世・近世におけるギリシャ人は、主に東ローマ帝国（ビザンツ帝国・ビザンティン帝国）やオスマン帝国の統治下で、ギリシャ地域や小アジア、エーゲ海の島々に広く居住しており、ギリシャ語を母語とし、正教会のキリスト教を信奉した人々のことである。
血統的には古代からの連続性があったと通常考えられているが、6世紀後半のスラヴ人の南下によって混血が進められたと考えられていた。古代より人口希薄だったペロポネソス半島のほぼ全域をスラブ人が占領したが、ニケフォロス1世の時代からギリシャ化政策が始まり、200年程かけてギリシャ人になった。オスマン帝国内にはスラヴ人のほかにもアルメニア人、イタリア人、クルド人なども居住していた。これら非ギリシャ人の中で東方正教を信仰する者は全地総主教の管轄下に置かれてギリシャ文化の影響を受け、ギリシャ人になった者も少なくなかった。

### 東ローマ帝国時代
東ローマ帝国時代のギリシャ人は、他のキリスト教徒の諸民族からはもっぱら「ギリシャ人」と呼ばれた。しかし、ギリシャ人自身は、ローマ帝国市民としての自意識を持ち、ロマイオイ（ギリシア語: Ρωμαίοι ローマ人 中世・現代ギリシア語ではロメイ）と自称しており、「ヘレネス（エリネス）」は古代の異教徒、あるいは地方都市や農村の住民のことをさしていた。212年のアントニヌス勅令によってローマ市民権はローマ帝国内の全自由人に与えられていたからである。古代ローマ時代のことを「父祖の時代」と呼び、古代ギリシャ人の子孫であることよりも、古代ローマ帝国市民の末裔であることを誇りにしていたのである。例えば、10世紀の東ローマ皇帝コンスタンティノス7世は、その著書『テマの起源について』の中で、ヘラクレイオス朝時代(610-711)に帝国の公用語がラテン語からギリシャ語に改められたことを「父たちの、ローマ人の言葉を捨てた」と表現している。
その一方で、東ローマ帝国の知識人階層においてはホメロスの詩を暗唱できるのが常識とされ、中等教育では古典ギリシャ語の文法が教えられるなどされたように、古代ギリシャの古典文化が尊重されていた。
特に、東ローマ帝国末期のパレオロゴス王朝期には、ギリシャ古典文化が大いに見直されて復興を果たす（パレオロゴス朝ルネサンス）が、この時期のギリシャ古典文化を身につけた東ローマ帝国のギリシャ人の一部は、ヴェネツィア共和国によるペロポネソス半島、キプロス島、クレタ島などの支配や1453年のコンスタンティノープルの陥落の影響で次第にイタリアなど西ヨーロッパに渡ることも多くなり、ルネサンス期の古典復興に大いに貢献したと言われる。西ヨーロッパに渡ったギリシャ人の中では、画家エル・グレコが有名である。
また、「1821年のギリシャ独立によって、ギリシャ人は約2000年ぶりに独立を回復した」というような表現をされることも多いが、おそらく古代ギリシャからずっとギリシャ人が政治的に主権を持つ時代がなかったと決めつけるために生まれる、不正確な表現であるといわなくてはならない。実際は、オスマン帝国からの支配から数えれば、正確には368年ぶりの独立である。駐日ギリシャ大使館のサイトでも、東ローマ時代をギリシャ人の歴史の一部として扱っている。
さらに一部の教科書には、東ローマ帝国における「皇帝教皇主義」の説明として、東ローマ皇帝とコンスタンティノープル総主教が同一人物であるかのごとき表現も散見されるが、両者ははっきりと別人であり、東ローマ帝国時代には総主教が皇帝の摂政・相談役であったり、さらには両者のあいだには何度か反目や軋轢が生じたことさえあった。

### オスマン帝国時代

オスマン帝国時代の「ローマ人」（正教徒・ギリシャ系人）の旗（1453–1793）

ギリシャ人は本来の居住地においては東ローマ帝国の消滅後も、オスマン帝国の領内で人頭税を納める庇護民（ズィンミー）として正教会の信仰を維持することを認められ、コンスタンティノープル総主教を長とする正教徒の自治体（ミッレト）を形成した。ブルガリア人やセルビア人などのバルカン半島の正教徒諸民族までを含むオスマン帝国の正教徒社会の中で、帝都イスタンブールを中心に帝国の中央部に住むギリシャ人たちは優位に立ち、通訳官や地方長官として高い地位を得た者も現れた。
この時代を通じて彼らのアイデンティティの源は、正教の信仰であった。東ローマ帝国時代にはローマ人という意識と古代以来のギリシャ文化を尊重するギリシャ人を意識する伝統が両立していたが、オスマン帝国支配下では古代ギリシャ文化の知識を持つ者の多くが前述のように亡命してしまい、古代の記憶は失われてしまったのである。

## 近現代

### 近代ギリシャ国家とギリシャ人
1822年、ギリシャ王国がオスマン帝国から独立し、約360年ぶりにギリシャ人は自分たちの国家を持った（しかし、厳密には1800年にギリシャ人国家であるイオニア七島連邦国が成立している）。
第一次世界大戦にオスマン帝国が敗北し、その領土が西洋列強の手に分割されたことは、ギリシャ王国にとっては小アジアに広がるギリシャ人の居住地帯を自領に加える最大の好機をもたらした。1919年、ギリシャ軍は小アジアに上陸し、列強の同意を得て、スミルナ（イズミル）を中心とする小アジア西南部のエーゲ海沿岸一帯を占領下に置いた。しかし、ムスタファ・ケマルらによってアンカラに打ち立てられたトルコ革命政権の激しい抵抗を受け、激戦の末に1922年、ギリシャ軍はイズミルから撤退してアンカラ政府（後のトルコ共和国政府）と休戦した。このとき、トルコとギリシャの間では住民交換協定が結ばれ、トルコ領から90万人以上のギリシャ人がギリシャへの移住を余儀なくされたが、実はトルコ人とギリシャ人の区別はかなり困難で、宗教だけを基準とせざるを得なかった。そのため、トルコ語を母語とする正教会信者（カラマンリ、カラマンルとも呼ばれた）もギリシャ人とされ、逆にスラヴ系やギリシャ系等のムスリムやテッサロニキ地方に住んでいたイスラム教に改宗したユダヤ人のほとんどはまとめてトルコ人として住民交換の対象となった。このため、かつては小アジアの各地に数多く住んでいたギリシャ人も、現在はイスタンブールにわずかに残るのみである。
なお、トルコの小アジア黒海沿岸部にもトレビゾンド帝国等ギリシャ系国家が存在していた経緯から、オスマン帝国支配後もポントス人等ギリシャ系住民のコミュニティが脈々と存在していた。その後、第一次世界大戦後の混乱やトルコとのギリシャ間の住民交換協定により、黒海沿岸部に居住するギリシャ系住民の多くが、ギリシャ本国やグルジア等旧ソ連領へ出国していったとされる。現在もわずかではあるが、グルジアとの国境付近には、他の少数民族と混在する形で少数のギリシャ系住民が居住しているといわれている。

### ギリシャ系キプロス人
こうして、ギリシャの領土が縮小したもののほぼギリシャ人の居住地域と一致するようになったが、例外としてオスマン帝国の崩壊以前にイギリスの植民地となっていたキプロス島が残された。
キプロスをギリシャに併合しようとする要求はこの島に数多く住むトルコ人たちとの軋轢を生む一方、ギリシャ併合を求める過激派のイギリス当局に対するテロを頻発させた。こうしてイギリス、ギリシャ、トルコによって妥協案が検討され、1960年にキプロス島はキプロス共和国としてどの国にも属さない独立国になった。
しかし、独立後もキプロスでは独立派のトルコ系キプロス人とギリシャ併合賛成派のギリシャ系キプロス人の反目が続いた。1973年にギリシャ系大統領マカリオスがギリシャ軍政政権の支援を受けて起こったギリシャ併合賛成派組織によるクーデターをきっかけとして、トルコ軍は本格的にキプロスに介入しキプロス島北部を占領、トルコ系住民による北キプロス・トルコ共和国を建国させた。これにより、従来からのキプロス共和国政府は統治する領域が全島の3分の2に縮小し、統治する人々のほとんどがギリシャ系住民となったが、キプロス、ギリシャと国際社会はキプロスの再統合を求め、トルコの対応を非難している。

### アルバニアのギリシャ人
かつては東ローマ帝国領だった現在のアルバニアの南部にもギリシャ系住民が多く住んでおり、ギリシャ語が使用されている。

### その他のギリシャ人
アメリカやオーストラリアへ移民したギリシャ人も多く、その活躍は、政治・経済の多方面にわたる広がりを見せている。特にアメリカでは、マイケル・デュカキスのようにアメリカ大統領選挙の候補者となる者もいた。
以上で見てきたように、現代においてはギリシャ系の人々はギリシャ共和国のみならずイスタンブールやキプロス、アルバニアまで含めて広がっており、ギリシャ人という語はギリシャ国籍を有する者という意味と、広くギリシャ系の人々を指す場合と二重の意味を有している状況にある。